# Dinocheirus horricus
Espèce
Dinocheirus horricus est une espèce de pseudoscorpions de la famille des Chernetidae.

## Distribution
Cette espèce est endémique du Michigan aux États-Unis. Elle se rencontre dans le comté d'Ingham.

## Description
Le mâle holotype mesure 2,12 mm.

## Publication originale
- Nelson & Manley, 1972 : Dinocheirus horricus n. sp., a new species of pseudoscorpion (Arachnida, Pseudoscorpionida, Chernetidae) from Michigan. Transactions of the American Microscopical Society, vol. 91, p. 217-221.